# Vicente Segrelles
Vincente Segrelles (Barcelona, 9. rujna 1940.), španjolski je strip autor i književnik. 

## Životopis
Rođen u poratnim godinama nakon Španjolskog građanskog rata. Otac mu je volio slikarstvo i izumiteljstvo dok mu je stric Jose Segrelles bio međunarodno priznati ilustrator i akvarelist. To umjetničko ozračje u kojem je odrastao mali Vincente zauvijek je obilježilo njegov život i rad.
S četrnaest godina odlazi u školu na tečaj kod tvrtke ENASA koja proizvodi kamione i tamo uči tehničko crtanje i dizajn strojeva i vozila. Već sa sedamnaest objavljuje radove u ENASA-inom stručnom listu koji opisuje dijelove motora i time unosi potpuno novi pristup industrijskoj ilustraciji neviđen do tada (trodimenzionalni prikaz s presjekom i unutrašnošću motora).
No taj stil bio je prilično krut i ograničavajući za mladog kreativca iako mu je dao sjajne osnove iz crtanja detalja i same crtačke discipline koja je rezultirala čudesnom preciznošću i točnošću u njegovim radovima do danas.
Okušao se u gotovo svim tada dostupnim tehnikama, a posebno zapažene radove napravio je u akvarelu, tušu, gvašu i uljanoj i akrilnoj tehnici. Ti radovi datiraju od 1960. koje je radio za AFHA EDITORIAL i za koje je ilustrirao Homerove Ilijadu i Odiseju.
Nekoliko godina živio je u Zaragozi gdje je u direktnom ugovoru radio ilustracije za lokalnu ilustratorsku agenciju gdje postaje i ravnatelj te agencije. U Zaragozi se i oženio i dobio prvu od dvije kćeri.
1969. stupa u kontakt s agencijom "Selleciones Illustradas" i potiče suradnju serijom ilustracija zapadnjačkog oružja do tada neviđene kvalitete i ljepote. Ti radovi otvorili su mu put u visoko društvo svjetski poznatih ilustratora. 1970. potpuno odustaje od izdavaštva i posvećuje se samo ilustriranju.
Ranih sedamdesetih poduzima golemi projekt izrade knjiga koje se bave brodovima, zrakoplovima, oružjem i vojnom opremom i iz tog razdoblja potiče najopsežniji dio njegova opusa. Radi začudnom lakoćom i brzinom. 
1980. otkriva strip kao novi način izričaj i potpuno mu se posvećuje. Tako iz toga nastaje prekrasan serijal Najamnik (Mercenario) koji sažima sva njegova dotadašnja znanja crtanja i ilustriranja. Posebno je vrijedno spomenuti kako je taj strip jedan od rijetkih koji je rađen u potpunosti tehnikom ulja.
1999. objavljuje "umjetnički priručnik" (art handbook) u kojem sažima do tada stečeno znanje i prenosi ga novim crtačima i ilustratorima.
Danas radi u suvremenim tehnikama kao što su računalna i akrilik, ali ne odstupa od svoje poetike i izgleda stranice koja je i dalje potpuno prepoznatljiva i originalna.

## Vanjske poveznice
- Službene stranice